# Biszotun
Biszotun (perzsa nyelven: بيستون) Bisotun körzet fővárosa, Harszin megyében, Kermánsáh tartományban, Iránban. A 2006-os népszámláláson lakossága 2075 volt 527 családban. A város a Bisotun-hegy lábánál helyezkedik el, melynek egyik oldalán egy fontos történelmi helyszín található.

## Leírása
Az ekbatana-babiloni császári út a hegy lábánál haladt. Az út jobb oldalán, az út fölött az 50 méter magas sziklafalon láthatók Dareiosz, a nagy király tetteit dicsőítő óperzsa, újelámi és akkád, illetve újbabilóniai nyelven írt, illetve sziklába vésett hatalmas feliratok. A Dareiosz tizenkilenc győzelmét megörökítő ékírást Henry Rawlinson, a neves angol orientalista fejtette meg.
Dareiosz ősi híradásának közelében az időszámítás előtti II. és I. században uralkodó párthus királyoknak, II. Mitriadatésznak és II. Gotarxésznak dicsőségét újabb ékírásos sziklavésetek hirdetik.
A legmagasabb sziklán, 40-50 méter magasságban, a nehezen megközelíthető sziklafalon hatalmas, de már alaposan megkopott felirat található, de nem hiányoznak a sokalakos, talán díszszemlét, vagy felvonulást ábrázoló domborművek sem. Közülük a legkiemelkedőbb és egyben a legismertebb relief a Dareiosz-Dáriuszt és a legyőzött al-Bordiját cinkosaival együtt ábrázoló dombormű jól kivehető.
Az innen kiinduló ösvényen, a főúttól mintegy 250 méterre pedig egy szertartást bemutató mágust ábrázoló dombormű is található.

## Galéria

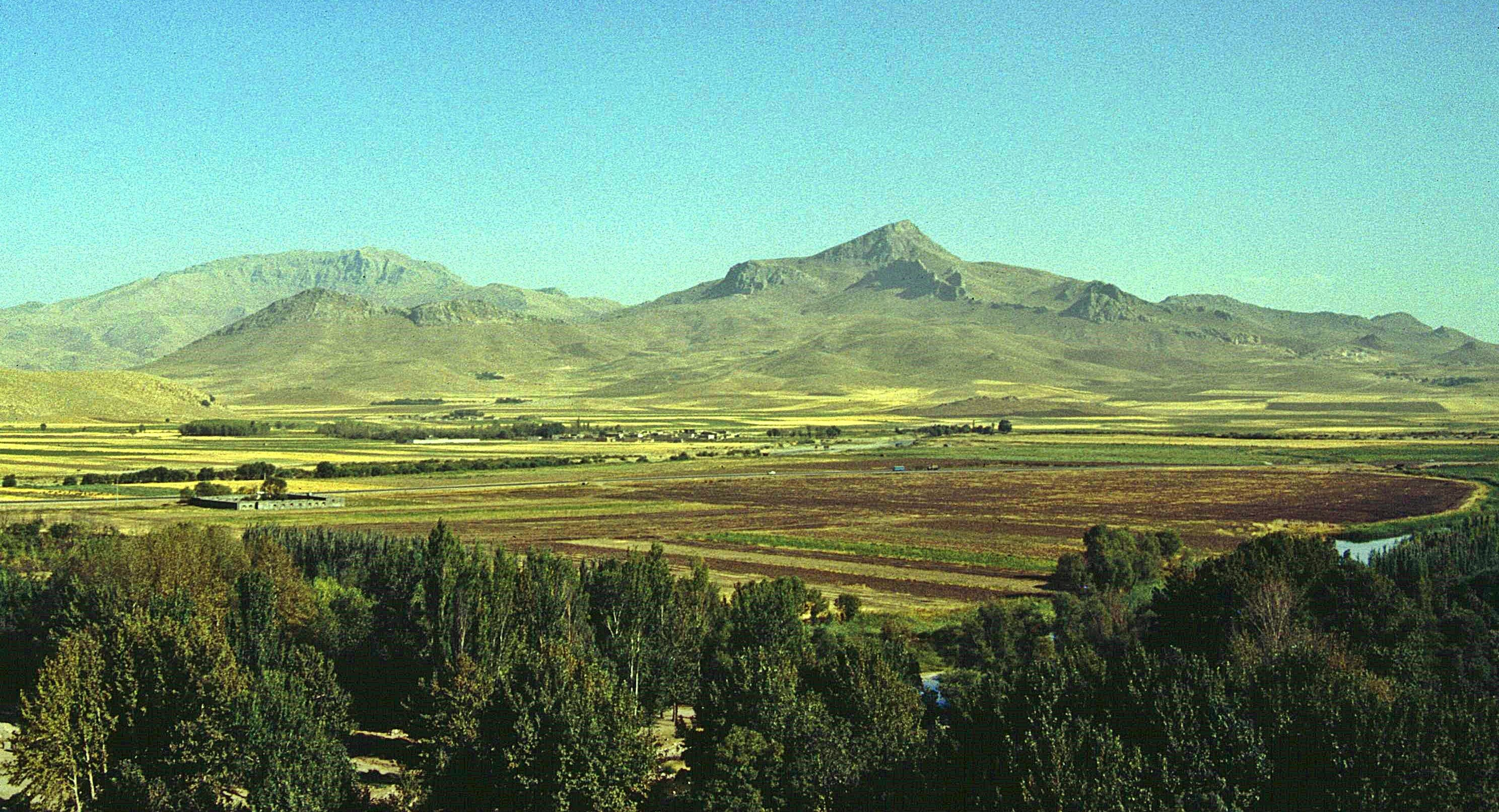
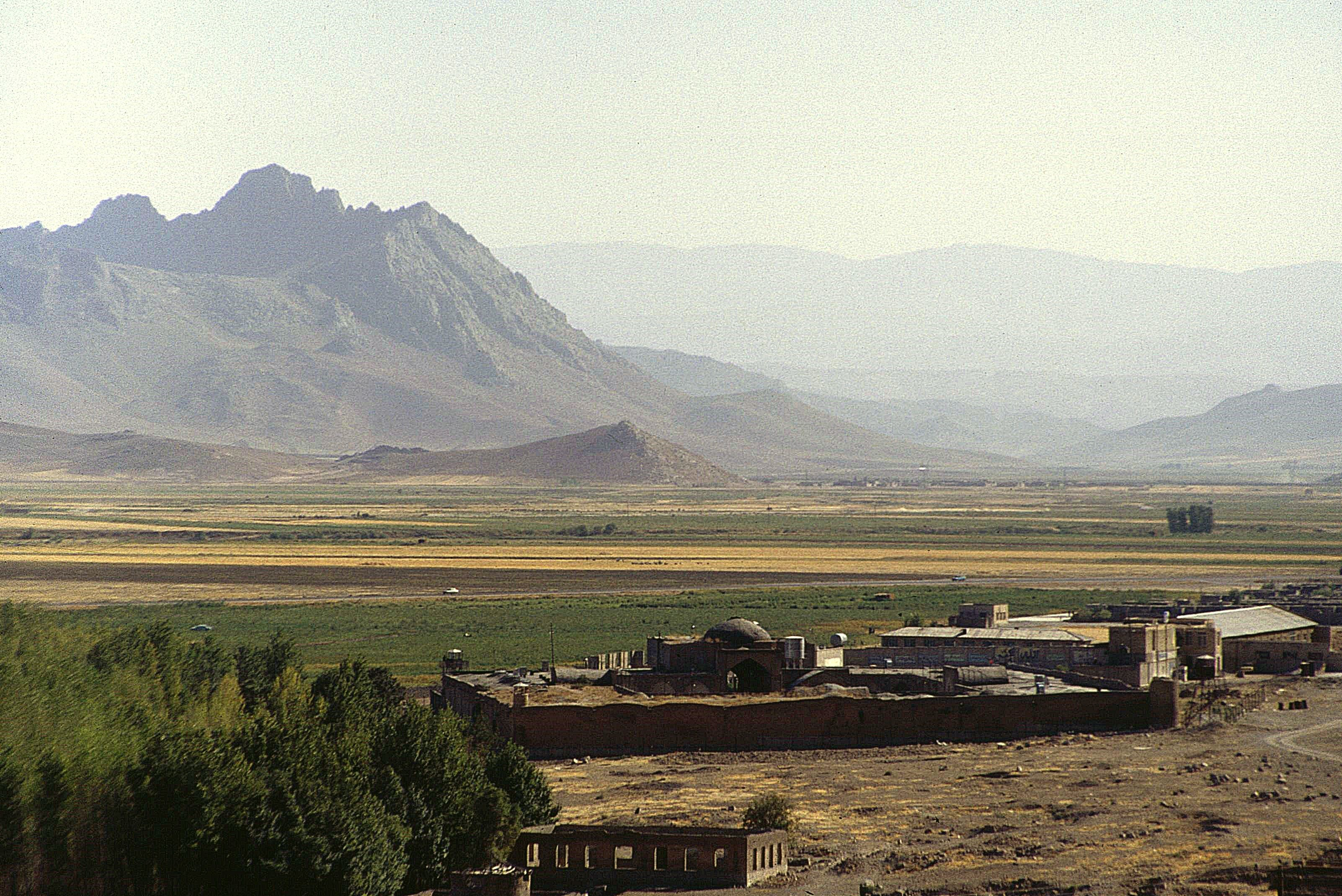
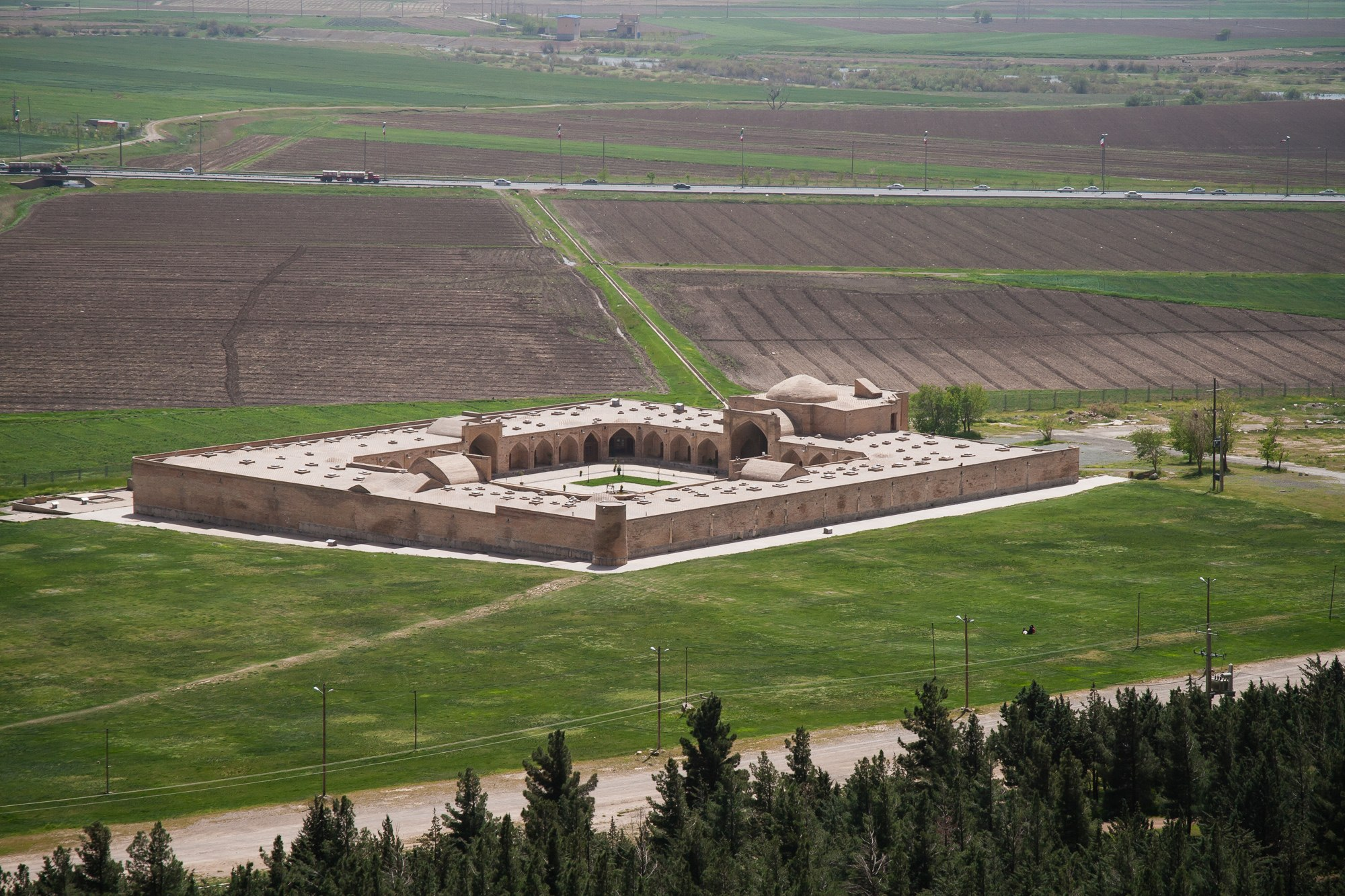
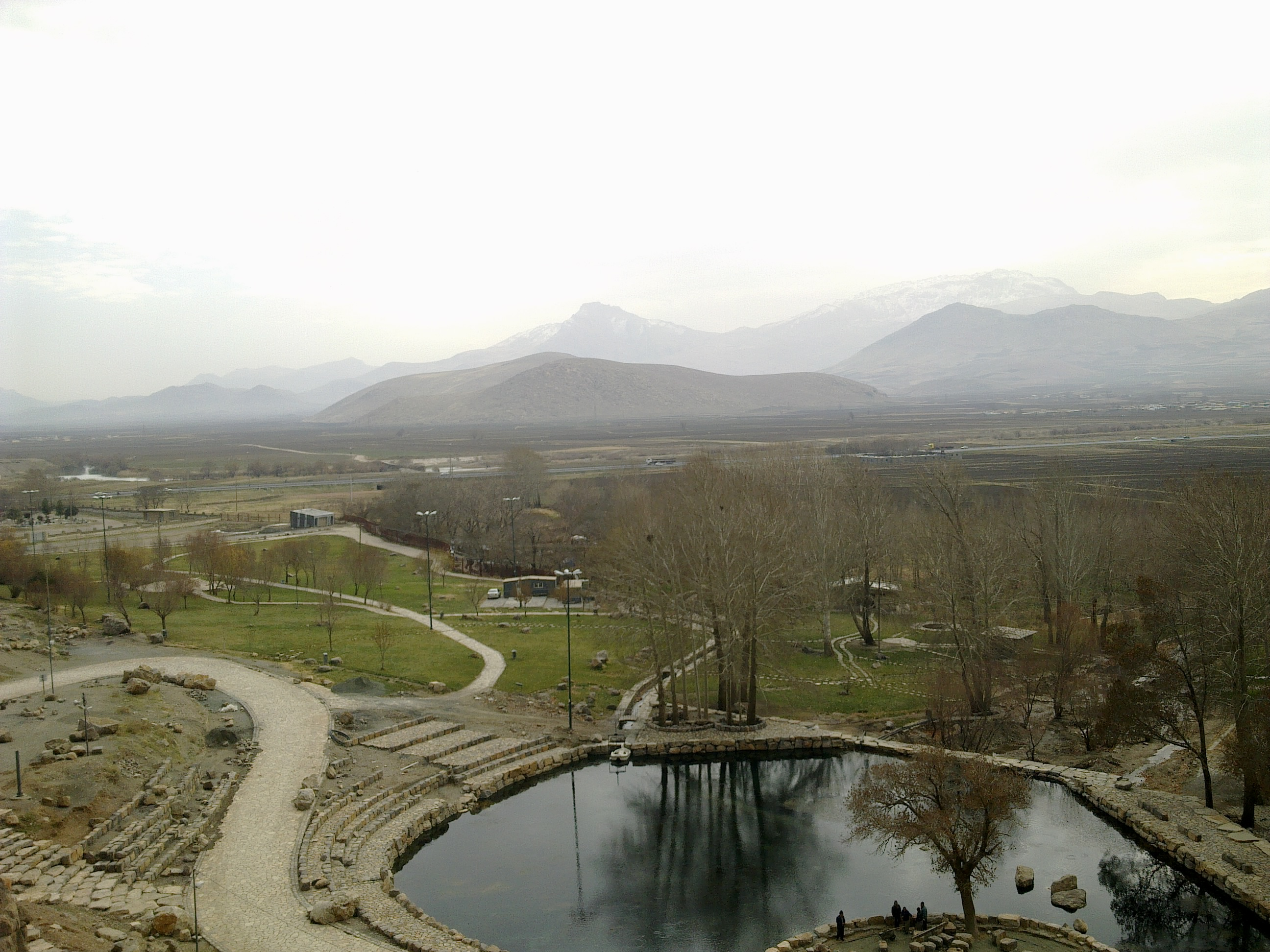
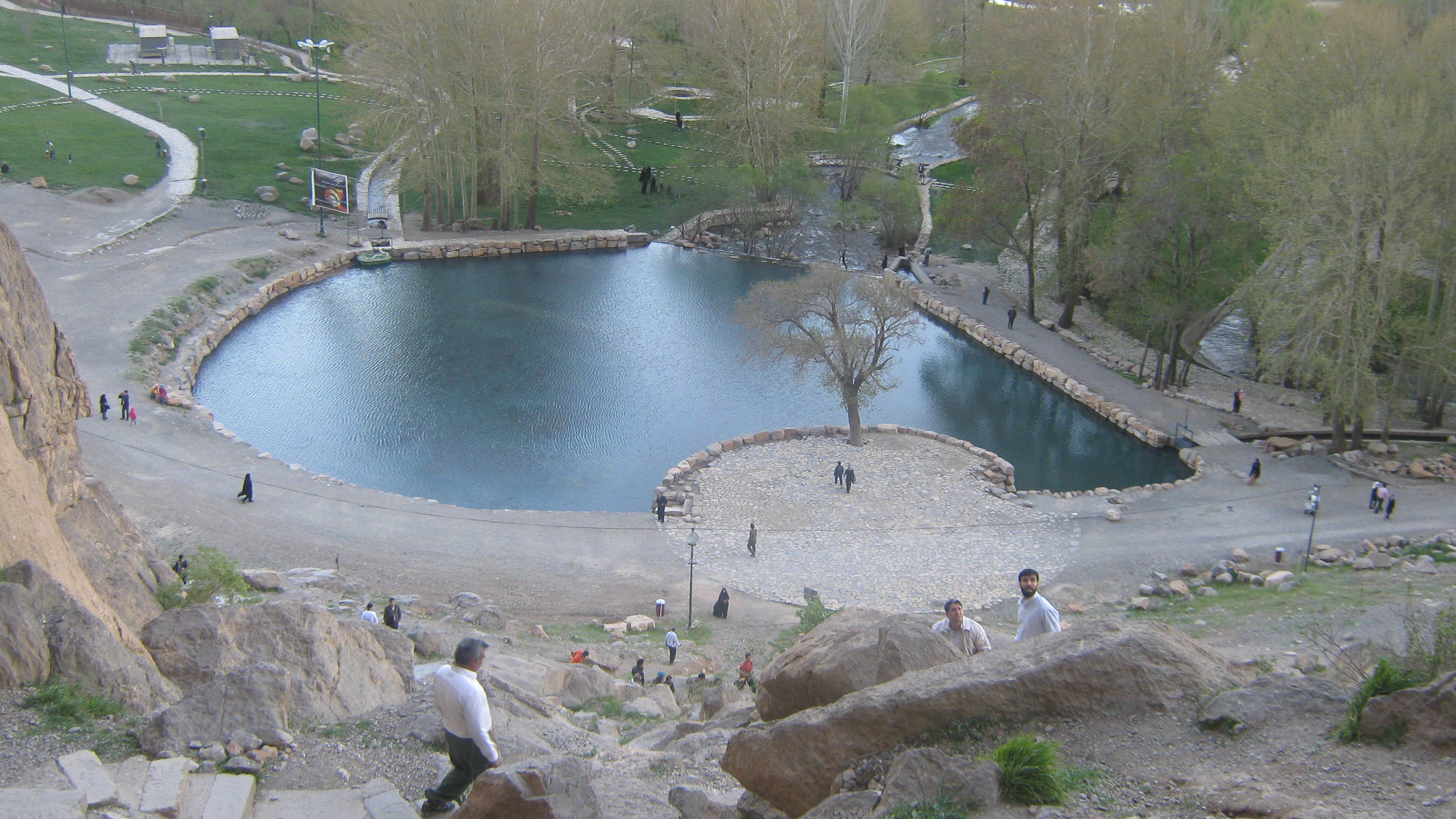
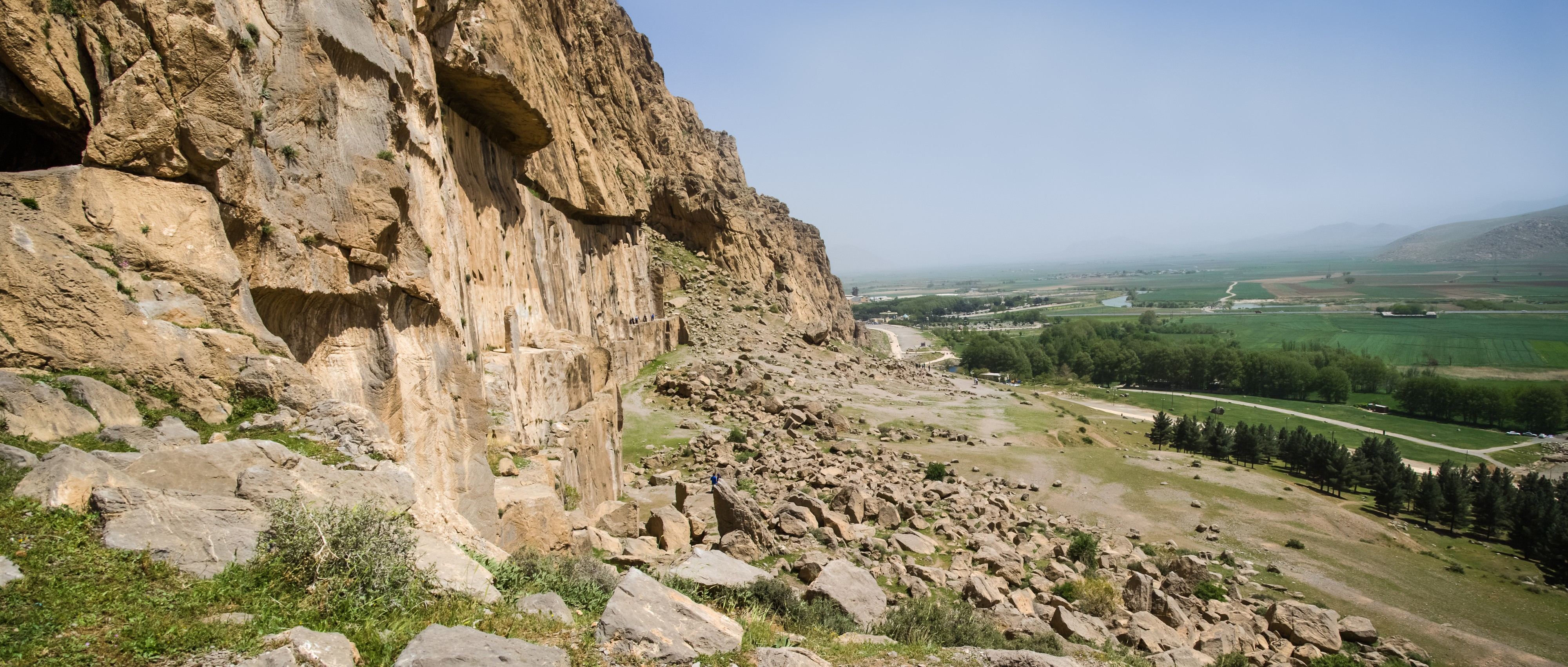
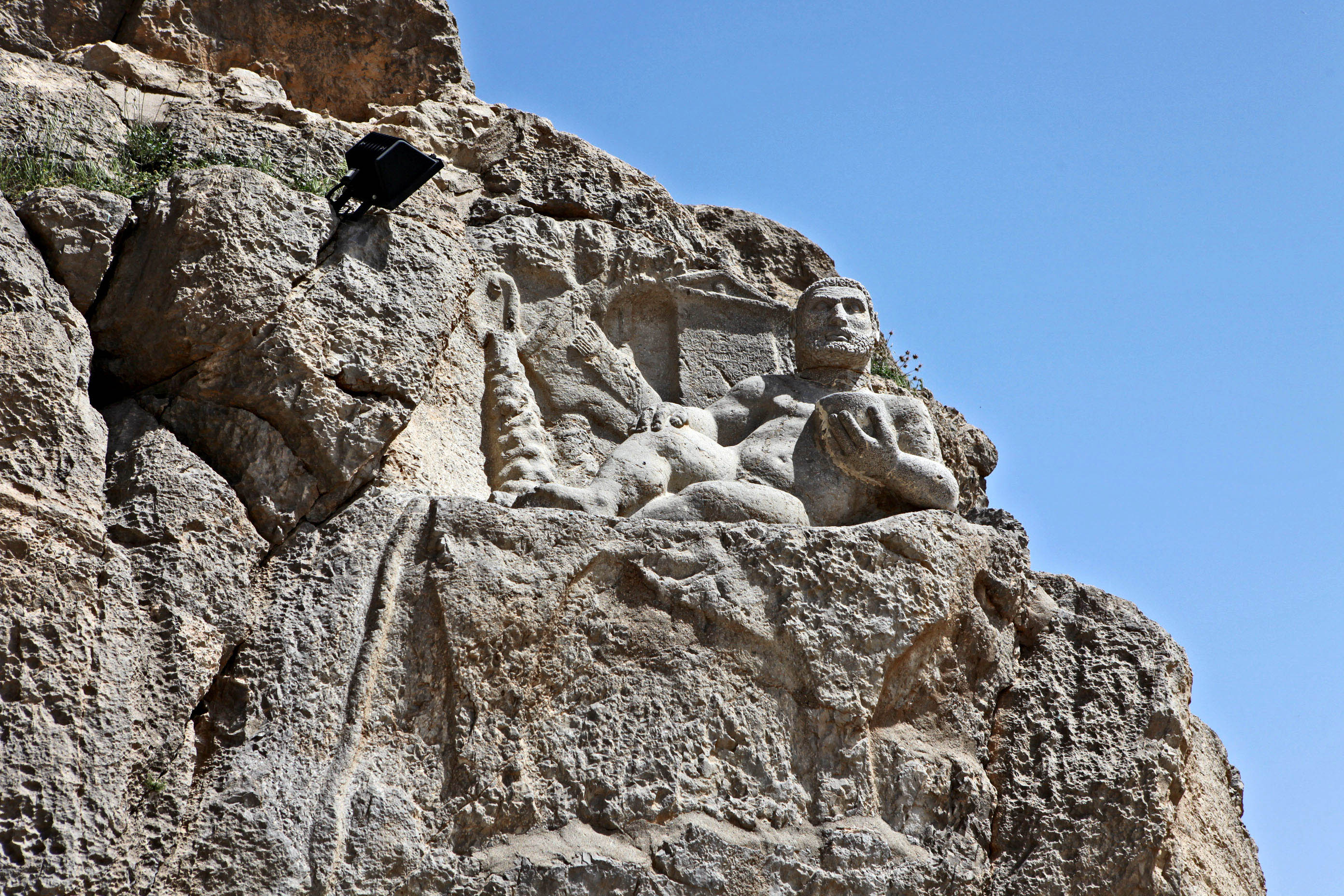
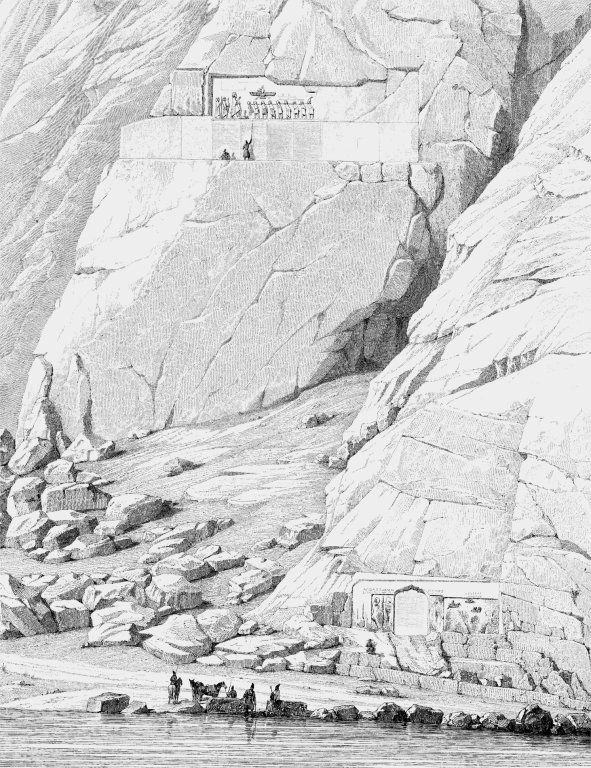

## Nevezetességek
- Behisztuni felirat